# دالیا دی لاتسارو
دالیا دی لاتسارو (ایتالیایی: Dalila Di Lazzaro، زاده ۲۹ ژانویه ۱۹۵۳) بازیگر، مدل و نویسنده ایتالیایی است.
از فیلم‌های معروف او می‌توان به بازی در سه ببر در برابر سه ببر، کانتربری شماره ۲ – داستان‌های عاشقانه جدید سده چهاردهم، از روی درماندگی، جولیا، گناه در وجودت حبس شده و فقط من کلیدش را دارم، پرونده دختر پیژامه‌پوش، انجام شدنیه رفیق و سه مرد برای کشتن اشاره کرد.